# Kevin Loughery
Kevin Michael Loughery (Brooklyn, 28 de março de 1940) é um ex-jogador e ex-treinador de basquetebol dos Estados Unidos.

## Carreira

### Como jogador
- Detroit Pistons (1962-63)
- Baltimore Bullets (1963-71)
- Philadelphia 76ers (1971-73)

### Como treinador
- Philadelphia 76ers (1973)
- New York Nets (1973-77)
- New Jersey Nets (1977-81)
- Atlanta Hawks (1981-83)
- Chicago Bulls (1983-85)
- Washington Bullets (1986-87)
- Atlanta Hawks (1990-91)
- Miami Heat (1991-95)

## Prêmios e títulos
- Campeão da American Basketball Association: 1974, 1976
- 2 vezes no All-Star da ABA: 1975, 1976